# عبدالله الشامخ
عبدالله الشامخ (عربی: عبدالله عبدالكريم الشامخ؛ زادهٔ ۲۸ مهٔ ۱۹۹۳) یک بازیکن فوتبال اهل عربستان سعودی است.
از باشگاه‌هایی که در آن بازی کرده‌است می‌توان به الرائد عربستان و الهلال عربستان اشاره کرد.

## تیم ملی
وی همچنین در تیم ملی فوتبال زیر 23 سال عربستان سعودی بازی کرده است.